# Dan Stulbach
Dan Filip Stulbach (n. 26 septembrie 1969) este un actor brazilian.

## Filmografie

### Televiziune
| 1997 | O Amor Está No Ar                  | Horácio           |
| 2001 | Os Maias                           | Craft             |
| 2002 | Esperança                          | André             |
| 2003 | Femei îndrăgostite                 | Marcos Soares     |
| 2003 | Papo de Anjo                       | Anjo Gabriel      |
| 2004 | Senhora do Destino                 | Edgard Legrand    |
| 2006 | Por Toda Minha Vida                | Luís Carlos Miele |
| 2006 | JK                                 | Zinque            |
| 2007 | Amazônia, de Galvez a Chico Mendes | Leandro           |
| 2008 | Queridos Amigos                    | Léo               |
| 2009 | Som & Fúria                        | Ricardo Silva     |
| 2009 | Norma                              | Fernando          |
| 2010 | Afinal, o Que Querem as Mulheres?  | Jonas             |
| 2011 | Fina Estampa                       | Paulo Siqueira    |

### Cinema
| 2000 | Mater Dei               | Diogo            |
| 2000 | Cronicamente Inviável   | Adam             |
| 2003 | Viva Voz                | Duda             |
| 2005 | Mais Uma Vez Amor       | Rodrigo          |
| 2006 | Living the Dream        | Val              |
| 2008 | Dias e Noites           | Felipe           |
| 2009 | Tempos de Paz           | Clausewitz       |
| 2009 | Som & Fúria – O Filme   | Ricardo da Silva |
| 2010 | A Suprema Felicidade    | Marcos           |
| 2011 | Onde Está a Felicidade? | Amigo no jantar  |